# Лев Атаманов
Лев Атаманов (рус. Лев Атаманов, рођен Левон Константинович Атамањан, рус. Левон Константинович Атаманян, јерм. Լեւոն Կոնստանտինի Ատամանյան; 21. фебруар 1905 – 12. фебруар 1981) био је совјетски јерменски редитељ анимираних филмова.
Атаманов је био један од најистакнутијих совјетских редитеља анимираних филмова и један од оснивача совјетске анимиране уметности. Режисер је познатих класика совјетске анимације, као што су награђене бајке Жута рода (Жолтиj аист) (1950), Гримизни цвет (Аљењкиj цветоћек) (1952), Златна антилопа (1954), дугометражна анимација Снежна краљица (1957) и модерна сатирична прича Кључ (1961). Лев Атаманов је у својим делима суптилно пренео националну боју бајки и комбиновао романтично усхићење у сликама позитивних ликова са топлим и љубазним хумором.
Атаманов је био један од најцењенијих совјетских аниматора и сматра се једним од највећих уметника у историји анимације. Проглашен је за народног уметника Руске Федерације 1978.
У интервјуу из 2021. Хајао Мијазаки је навео Атаманов филм Снежна краљица из 1957. године као суштински утицај на његов рад и његов омиљени филм.

## Живот и каријера
Левон Константинович Атамањан је рођен у Москви, Русија, 21. фебруара 1905. године у јерменској породици. Атаманов је студирао глуму и режију код Лева Кулешова на Институту за кинематографију Герасимов, који је дипломирао 1926. Атаманов је прво радио као асистент сликара и аниматора Јурија Меркулова, а касније се придружио студију Мезхрабпомфилм. Атаманов деби је био кратки оглас за јавни сервис Преко пута (1931, са Владимиром Сутејевим), који је објашњавао саобраћајна правила. Затим је направио једно од првих анимираних остварења са звуком, Причу о малом белом бику (1933), алегоријски антизападни памфлет усмерен против Лиге народа.
Године 1936. Атаманов се преселио у Јереван где је у студију Арменфилм режирао прве јерменске анимиране филмове Пас и мачка (1938), из бајке Ована Тумањана, и Свештеник и коза (1941). Током Великог отаџбинског рата, Атаманов је служио у Црвеној армији. Након отпуштања, завршио је још један анимирани филм у Јерменији, Чаробни тепих (1948). Затим се вратио у Москву и придружио се студију Сојумултфилм . Анимирани филмови Атаманова; Златна антилопа (1954) из индијских бајки и Снежна краљица (1957) из приче Ханса Кристијана Андерсена показали су се успешним на домаћем и међународном плану. Касније је испробао разне стилове и теме, међу којима је и политичка сатира, на пример, у То је у нашој моћи (1970), из карикатура данског комунистичког карикатуристе Херлуфа Бидструпа, који је био популаран у Совјетском Савезу.

## Филмографија
- The story about the white bull-calf[3] (1933)
- The Blot in the Arctic[4] (1934)
- Blot-barber[5] (1935)
- The dog and the cat[6] (1938)
- The priest and the goat[7] (1941)
- The magic carpet[8] (1948)
- The yellow stork[9] (1950) - the first work at Soyuzmultfilm studio
- The Scarlet Flower (1952)[10]
- The gold antelope[11] (1954)
- The dog and the cat[12] (1955) - a remake of the version of 1938
- The Snow Queen (1957)
- Roads of spring[13] (1959)
- The thieves of paints[14] (1959)
- The Key (1961)
- The fairy tales about another's paints[15] (1962)
- Jokes[16] (1963)
- The shepherdess and the chimney sweep[17] (1965)
- The bouquet[18] (1966)
- The bench[19] (1967)
- The fence[20] (1967) Kaleidoscope-68
- The cyclist[21] (1968) Kaleidoscope-68
- The ballerina by the ship[22] (1969)
- It in our forces[23] (1970)
- Confusion (collection)[24] (1971)
- Petrushka[25] (1971)
- Above head![26] (1972)
- The short stories about the space[27] (1973)
- The pony runs in round[28] (1974)
- I remember …[29] (1975)
- The kitten by the name of Bark[30] (1976)
- The kitten by the name of Bark[31] (1977)
- The kitten by the name of Bark[32] (1979)
- The kitten by the name of Bark[33] (1980)